# Ernst Opgenoorth
Ernest Opgenoorth (né le 12 février 1936 à Clèves et mort le 2 septembre 2018) est un historien allemand. Son principal domaine de travail dans la recherche, l'enseignement et l'organisation scientifique est l'histoire du Brandebourg-Prusse, y compris l'histoire de son exploration; Cependant, il publie également sur l'histoire culturelle de la RDA, qui avant la réunification est parfois considérée comme la partie la plus prussienne de l'Allemagne d'après-guerre.

## Biographie
Opgenoorth est le fils d'un douanier. Né dans l'ancien Bas-Rhin prussien, il vit un moment avec sa famille dans le Mecklembourg pendant la phase finale de la Seconde Guerre mondiale. Il obtient son Abitur au lycée Beethoven de Bonn (de). De 1956 à 1962, il étudie l'histoire, la philosophie et le journalisme à l'Université de Bonn et à l'Université libre de Berlin. En 1962, il réussit le premier examen d'État pour la profession d'enseignant et obtient son doctorat sous la direction de Walther Hubatsch à la Faculté de philosophie de l'Université de Bonn après des études d'archivistique, qui l'ont également conduit en RDA, avec la thèse Die Ballei Brandenburg des Johanniterorden in der Erformation und Counter-Reformation. Après avoir commencé un stage à l'hebdomadaire Bochumer Blätter, il devient le premier assistant d'Hubatsch à Bonn en 1963. En 1971, après une bourse d'habilitation de deux ans de la Fondation allemande pour la recherche, il obtient l'habilitation avec le premier des deux volumes de sa biographie Friedrich Wilhelm. Der große Kurfürst von Brandenburg. Eine politische Biographie.. En 1972, il est nommé professeur agrégé. Ce n'est qu'en 1980 que sa charge de maître de conférences en diététique est transformée en chaire C3 à vie dans le cadre de la réforme universitaire de Rhénanie-du-Nord-Westphalie. C'est l'une des raisons pour lesquelles il continue d'abord à travailler comme journaliste. En 1998, il prend une retraite anticipée. En raison de son travail de chargé de cours de liaison pour la Fondation Friedrich-Naumann, il se surnomme en plaisantant l'aile gauche du séminaire traditionnellement très conservateur.
De 1963 à 1970, Opgenoorth fait partie de la commission scientifique de la République fédérale d'Allemagne pour la 13e exposition d'art européenne sur l'Ordre de Saint-Jean à La Valette. Il est membre fondateur du groupe de travail sur l'histoire de la Prusse (de), au conseil duquel il siège de 1973 à 1992, et membre du conseil consultatif de l'Institut du film scientifique (de) de Göttingen. De 1983 à 1998, il est membre du conseil d'administration de la Commission historique pour la recherche d'État de Prusse-Orientale et Occidentale. De plus, il devient membre de la Commission historique prussienne. De 1975 à 1990, il est membre du conseil d'administration de la Fondation Friedrich-Naumann.
Son Einführung in das Studium der neueren Geschichte, publiée pour la première fois en 1969, connaît sept éditions. Dans sa critique du Frankfurter Allgemeine Zeitung, Ulrich Greiner (de) souligne comme un mérite particulier que l'auteur "s'est donné la peine" de "traiter de l'autocompréhension de l'historiographie et de sa conception de la science". Opgenoorth contribue à la publication commémorative de son collègue temporaire de Bonn Michael Salewski (de), qui est également un élève de Hubatsch et travaille sur le domaine de recherche de la science-fiction, ce qui est inhabituel pour les historiens, en écrivant un article sur J. R. R. Tolkien, qui interprète ses romans fantastiques comme " historiographie fictive ».
Ernst Opgenoorth a deux fils avec sa femme Freia, décédée en 1986.

## Travaux (sélection)
- Die Ballei Brandenburg des Johanniterordens im Zeitalter der Reformation und Gegenreformation (= Jahrbuch der Albertus-Universität zu Königsberg, Preußen. Beiheft 24). Holzner, Würzburg 1963.
- „Ausländer“ in Brandenburg-Preußen als leitende Beamte und Offiziere 1604–1871 (= Jahrbuch der Albertus-Universität zu Königsberg, Preußen. Beiheft 28). Holzner, Würzburg 1967.
- Einführung in das Studium der neueren Geschichte. Mit einem Geleitwort von Walther Hubatsch, Westermann, Braunschweig 1969 (mit Günther Schulz (de), 7. vollständig neu bearbeitete Auflage, Schöningh (UTB), Paderborn 2010,  (ISBN 978-3-8252-1553-8)).
- Friedrich Wilhelm. Der große Kurfürst von Brandenburg. Eine politische Biographie. Musterschmidt, Göttingen u. a. 1972/78.
  - Band 1: 1620–1660 (1972).
  - Band 2: 1660–1688 (1978).
- Volksdemokratie im Kino. Propagandistische Selbstdarstellung der SED im DEFA-Dokumentarfilm 1946–1957. Verlag Wissenschaft und Politik, Köln 1984,  (ISBN 3-8046-8644-3).
- mit Konrad Repgen, Michael Salewski: In memoriam Walther Hubatsch. Reden gehalten am 21. November 1985 bei der akademischen Gedenkfeier der Philosophischen Fakultät der Rheinischen Friedrich-Wilhelms-Universität Bonn (= Alma mater. Band 61). Bouvier. Bonn 1986,  (ISBN 3-416-09156-6).
- Handbuch der Geschichte Ost- und Westpreußens (= Einzelschriften der Historischen Kommission für Ost- und Westpreußische Landesforschung. Band 10). Im Auftrag der Commission historique pour la recherche d'État de Prusse-Orientale et Occidentale, Mehrteilig, Verlag Nordostdeutsches Kulturwerk, Lüneburg 1994 ff.
  - Teil 1: Von der Teilung bis zum schwedisch-polnischen Krieg, 1466–1655 (1994,  (ISBN 3-922296-77-7)).
  - Teil 2: Vom schwedisch-polnischen Krieg bis zur Reformzeit, 1655–1807 (1996,  (ISBN 3-922296-88-2)).
  - Teil 3: Von der Reformzeit bis zum Vertrag von Versailles, 1807–1918 (1998,  (ISBN 3-932267-09-5)).
  - Teil 4: Vom Vertrag von Versailles bis zum Ende des zweiten Weltkrieges, 1918–1945 (1997,  (ISBN 3-932267-06-0)).
- Johann Gustav Droysen und seine Briefpartner. Eine kommunikationsgeschichtliche Studie. In: Jahrbuch zur Liberalismus-Forschung 27 (2015), S. 149–182.